# Live at the Greek
Live at the Greek: Excess All Areas es un álbum en vivo de Jimmy Page y The Black Crowes, lanzado el 29 de febrero de 2000. En octubre de 1999, Page se unió a los Black Crowes para dar dos conciertos, en los que se tocaron clásicos de Led Zeppelin y algunas canciones clásicas de blues. Debido a problemas contractuales con su disquera, The Black Crowes no pudieron tocar ninguna de sus canciones en los mencionados conciertos.

## Lista de canciones

### Disco uno
1. "Celebration Day" (John Paul Jones, Jimmy Page, Robert Plant) – 3:42
2. "Custard Pie" (Page, Plant) – 5:18
3. "Sick Again" (Page, Plant) – 4:34
4. "What Is and What Should Never Be" (Page, Plant) – 5:26
5. "Woke up This Morning" (B.B. King, Jules Taub) – 4:14
6. "Shapes of Things" (Jim McCarty, Keith Relf, Paul Samwell-Smith) – 3:09
7. "Sloppy Drunk" (Jimmy Rogers) – 6:05
8. "Ten Years Gone" (Page, Plant) – 6:30
9. "In My Time of Dying" (John Bonham, Jones, Page, Plant) – 9:34
10. "Your Time Is Gonna Come" (Jones, Page) – 6:02

### Disco dos
1. "The Lemon Song" (Bonham, Howlin' Wolf, Jones, Page, Plant) – 8:59
2. "Nobody's Fault But Mine" (Page, Plant) – 6:41
3. "Heartbreaker" (Bonham, Jones, Page, Plant) – 5:50
4. "Hey, Hey, What Can I Do" (Bonham, Jones, Page, Plant) – 3:30
5. "Mellow Down Easy" (Willie Dixon) – 5:20
6. "Oh Well" (Peter Green) – 4:10
7. "Shake Your Money Maker" (Elmore James) – 4:25
8. "You Shook Me" (Dixon, J. B. Lenoir) – 8:25
9. "Out on the Tiles" (Bonham, Page, Plant) – 3:39
10. "Whole Lotta Love" (Bonham, Dixon, Jones, Page, Plant) – 5:34

## Personal
- Audley Freed – guitarra
- Steve Gorman – batería
- Ed Harsch – teclados
- Jimmy Page – guitarra
- Sven Pipien – bajo
- Chris Robinson – voz
- Rich Robinson – guitarra, voz
- Greg Rzab – bajo